# Ровное (Горшеченский район)
Ро́вное — село в Горшеченском районе Курской области. Входит в состав Быковского сельсовета.

## История
В 1966 году указом Президиума Верховного Совета РСФСР деревне Гологузовка присвоено наименование село Ровное.

## Население
| 1859 | 1897 | 2002 | 2010 |
| ---- | ---- | ---- | ---- |
| 705  | ↗991 | ↘134 | ↘102 |

## Улицы
- пер. Крымский,
- ул. Молодёжная,
- ул. Пионерская,
- ул. Придорожная,
- пер. Хуторской.